# Discografia dei Genesis
La seguente è una discografia comprensiva del gruppo musicale britannico Genesis.
Formatosi nel 1967, nel corso degli anni il gruppo ha subito diversi cambiamenti di formazione, prima di stabilizzarsi nella formazione a tre composta da Phil Collins, Mike Rutherford e Tony Banks.

## Album

### Album in studio
| Anno                                                                                               | Titolo                                                                                 | Classifiche | Classifiche | Classifiche | Classifiche | Classifiche | Classifiche | Classifiche | Classifiche | Classifiche | Classifiche | Classifiche | Classifiche | Classifiche | Classifiche | Certificazioni |
| Anno                                                                                               | Titolo                                                                                 | UK          | AUS         | AUT         | CAN         | FIN         | FRA         | GER         | ITA         | NLD         | NOR         | NZ          | SWE         | SWI         | US          | Certificazioni |
| -------------------------------------------------------------------------------------------------- | -------------------------------------------------------------------------------------- | ----------- | ----------- | ----------- | ----------- | ----------- | ----------- | ----------- | ----------- | ----------- | ----------- | ----------- | ----------- | ----------- | ----------- | --- |
| 1969                                                                                               | From Genesis to Revelation - Pubblicazione: marzo 1969 - Etichetta: Decca              | —           | —           | —           | —           | —           | —           | —           | —           | —           | —           | —           | —           | —           | 170         | |
| 1970                                                                                               | Trespass - Pubblicazione: 23 ottobre 1970 - Etichetta: Charisma                        | 98          | —           | —           | —           | —           | —           | —           | —           | —           | —           | —           | —           | —           | —           | |
| 1971                                                                                               | Nursery Cryme - Pubblicazione: 12 novembre 1971 - Etichetta: Charisma                  | 39          | —           | —           | —           | —           | —           | —           | 4           | —           | —           | —           | —           | —           | —           | - FRA: Oro - UK: Argento |
| 1972                                                                                               | Foxtrot - Pubblicazione: 15 settembre 1972 - Etichetta: Charisma                       | 12          | —           | —           | —           | —           | —           | 45          | 1           | —           | —           | —           | —           | —           | —           | - FRA: Oro - UK: Oro |
| 1973                                                                                               | Selling England by the Pound - Pubblicazione: 5 ottobre 1973 - Etichetta: Charisma     | 3           | 52          | —           | —           | 19          | 15          | —           | 4           | —           | —           | —           | —           | —           | 70          | - CAN: Platino - FRA: Oro - UK: Oro - US: Oro |
| 1974                                                                                               | The Lamb Lies Down on Broadway - Pubblicazione: 22 novembre 1974 - Etichetta: Charisma | 10          | 80          | —           | 15          | 17          | 1           | —           | 14          | —           | —           | 34          | —           | —           | 41          | - CAN: Oro - FRA: Oro - UK: Oro - US: Oro |
| 1976                                                                                               | A Trick of the Tail - Pubblicazione: 2 febbraio 1976 - Etichetta: Charisma             | 3           | 93          | —           | 8           | 17          | 1           | 43          | 4           | 7           | —           | 4           | 17          | 8           | 31          | - CAN: Platino - FRA: Oro - UK: Oro - US: Oro |
| 1976                                                                                               | Wind & Wuthering - Pubblicazione: 23 dicembre 1976 - Etichetta: Charisma               | 7           | 57          | —           | 31          | 18          | 3           | 19          | 7           | 15          | 12          | 18          | 21          | 7           | 26          | - CAN: Oro - FRA: Oro - UK: Oro - US: Oro |
| 1978                                                                                               | ...And Then There Were Three... - Pubblicazione: 31 marzo 1978 - Etichetta: Atlantic   | 3           | 12          | 17          | 11          | 25          | 2           | 2           | 6           | 8           | 7           | 10          | 22          | 3           | 14          | - CAN: Oro - FRA: Oro - GER: Oro - NLD: Oro - UK: Oro - US: Platino                                                                                    |
| 1980                                                                                               | Duke - Pubblicazione: 24 marzo 1980 - Etichetta: Atlantic                              | 1           | 22          | 14          | 1           | 14          | 4           | 2           | 6           | 12          | 4           | 13          | 9           | 3           | 11          | - FRA: Oro - UK: Platino - US: Platino |
| 1981                                                                                               | Abacab - Pubblicazione: 14 settembre 1981 - Etichetta: Atlantic                        | 1           | 18          | —           | 3           | 14          | 1           | 6           | 2           | 6           | 4           | 44          | 11          | 4           | 7           | - FRA: Oro - GER: Oro - UK: Oro - US: 2× Platino |
| 1983                                                                                               | Genesis - Pubblicazione: 3 ottobre 1983 - Etichetta: Atlantic                          | 1           | 41          | 2           | 2           | 1           | 5           | 1           | 4           | 2           | 2           | 2           | 12          | 2           | 9           | - FRA: Platino - GER: Platino - NLD: Oro - SWI: 2× Platino - UK: 2× Platino - US: 4× Platino                                                           |
| 1986                                                                                               | Invisible Touch - Pubblicazione: 9 giugno 1986 - Etichetta: Atlantic                   | 1           | 3           | 5           | 1           | 2           | 8           | 2           | 6           | 2           | 3           | 1           | 4           | 4           | 3           | - AUS: Platino - FRA: Platino - GER: Platino - UK: 4× Platino - US: 6× Platino                                                                         |
| 1991                                                                                               | We Can't Dance - Pubblicazione: 28 ottobre 1991 - Etichetta: Atlantic                  | 1           | 8           | 1           | 5           | 2           | 2           | 1           | 5           | 1           | 1           | 5           | 4           | 1           | 4           | - AUS: Platino - AUT: Platino - CAN: 4× Platino - FRA: 2× Platino - GER: 5× Platino - NLD: Platino - SWI: 4× Platino - UK: 5× Platino - US: 4× Platino |
| 1997                                                                                               | Calling All Stations - Pubblicazione: 1 settembre 1997 - Etichetta: Atlantic           | 2           | —           | 6           | 29          | 19          | 5           | 2           | 7           | 9           | 2           | —           | 11          | 3           | 54          | - FRA: Oro - GER: Oro - SWI: Oro - UK: Oro |
| "—" indica una pubblicazione che non si è classificata o che non è stata pubblicata in quel Paese. |                                                                                        |             |             |             |             |             |             |             |             |             |             |             |             |             |             | |

### Album dal vivo
| Anno                                                                                               | Titolo                                                                                                 | Classifiche | Classifiche | Classifiche | Classifiche | Classifiche | Classifiche | Classifiche | Classifiche | Classifiche | Classifiche | Classifiche | Classifiche | Classifiche | Classifiche | Certificazioni                                                            |
| Anno                                                                                               | Titolo                                                                                                 | UK          | AUS         | AUT         | CAN         | FIN         | FRA         | GER         | ITA         | NLD         | NOR         | NZ          | SWE         | SWI         | US          | Certificazioni                                                            |
| -------------------------------------------------------------------------------------------------- | --- | ----------- | ----------- | ----------- | ----------- | ----------- | ----------- | ----------- | ----------- | ----------- | ----------- | ----------- | ----------- | ----------- | ----------- | ------------------------------------------------------------------------- |
| 1973                                                                                               | Genesis Live - Pubblicazione: 20 luglio 1973 - Etichetta: Charisma                                     | 9           | —           | —           | —           | —           | —           | —           | 11          | —           | —           | —           | —           | —           | 105         |                                                                           |
| 1977                                                                                               | Seconds Out - Pubblicazione: 21 ottobre 1977 - Etichetta: Atlantic                                     | 4           | 74          | —           | 41          | —           | —           | 17          | 7           | 19          | —           | 14          | 26          | 12          | 47          | - GER: Oro - UK: Oro                                                      |
| 1982                                                                                               | Three Sides Live - Pubblicazione: 1º giugno 1982 - Etichetta: Atlantic                                 | 2           | 53          | —           | 8           | —           | —           | 22          | 12          | 6           | 14          | —           | 49          | 20          | 10          | - UK: Oro - US: Oro                                                       |
| 1992                                                                                               | The Way We Walk, Volume One: The Shorts - Pubblicazione: 9 novembre 1992 - Etichetta: Atlantic, Virgin | 3           | 37          | 8           | 20          | 23          | 3           | 2           | 24          | 18          | —           | 2           | 40          | 4           | 35          | - CAN: Oro - GER: 3× Oro - NLD: Oro - SWI: Oro - UK: 2× Platino - US: Oro |
| 1993                                                                                               | The Way We Walk, Volume Two: The Longs - Pubblicazione: 11 gennaio 1993 - Etichetta: Atlantic, Virgin  | 1           | 32          | 12          | 23          | 9           | 3           | 2           | 17          | 5           | 17          | 14          | 33          | 3           | 20          | - UK: Oro - US: Oro                                                       |
| 2007                                                                                               | Live Over Europe 2007 - Pubblicazione: 20 novembre 2007 - Etichetta: Atlantic, Virgin                  | 51          | —           | 47          | —           | —           | 93          | 1           | 47          | 70          | —           | —           | —           | 62          | —           | - GER: Oro - UK: Argento                                                  |
| "—" indica una pubblicazione che non si è classificata o che non è stata pubblicata in quel Paese. | |             |             |             |             |             |             |             |             |             |             |             |             |             |             |                                                                           |

### Raccolte
| Anno                                                                                               | Titolo                                                                            | Classifiche | Classifiche | Classifiche | Classifiche | Classifiche | Classifiche | Classifiche | Classifiche | Classifiche | Classifiche | Classifiche | Classifiche | Classifiche | Certificazioni                                                  |
| Anno                                                                                               | Titolo                                                                            | UK          | AUT         | CAN         | FIN         | FRA         | GER         | ITA         | NLD         | NOR         | NZ          | SWE         | SWI         | US          | Certificazioni                                                  |
| -------------------------------------------------------------------------------------------------- | --------------------------------------------------------------------------------- | ----------- | ----------- | ----------- | ----------- | ----------- | ----------- | ----------- | ----------- | ----------- | ----------- | ----------- | ----------- | ----------- | --------------------------------------------------------------- |
| 1998                                                                                               | Genesis Archive 1967-75 - Pubblicazione: 22 giugno 1998 - Etichetta: Virgin       | 35          | —           | —           | —           | —           | 75          | —           | —           | —           | —           | —           | —           | —           |                                                                 |
| 1999                                                                                               | Turn It On Again: The Hits - Pubblicazione: 25 ottobre 1999 - Etichetta: Virgin   | 4           | 6           | 17          | 8           | 45          | 1           | 35          | 9           | 1           | 15          | 15          | 10          | 65          | - GER: Platino - NLD: Oro - SWI: Oro - UK: 2× Platino - US: Oro |
| 2000                                                                                               | Genesis Archive 2: 1976-1992 - Pubblicazione: 6 novembre 2000 - Etichetta: Virgin | 103         | —           | —           | —           | —           | —           | —           | —           | —           | —           | —           | —           | —           |                                                                 |
| 2004                                                                                               | Platinum Collection - Pubblicazione: 29 novembre 2004 - Etichetta: Virgin         | 21          | —           | —           | 27          | —           | 15          | 52          | 4           | 15          | 24          | —           | 72          | 100         | - GER: Oro - UK: Platino                                        |
| 2007                                                                                               | Genesis 1976-1982 - Pubblicazione: 2 aprile 2007 - Etichetta: EMI                 | —           | —           | —           | —           | —           | —           | —           | —           | —           | —           | —           | —           | —           |                                                                 |
| 2007                                                                                               | Genesis 1983-1998 - Pubblicazione: 1º ottobre 2007 - Etichetta: EMI               | —           | —           | —           | —           | —           | 57          | —           | —           | —           | —           | —           | —           | —           |                                                                 |
| 2008                                                                                               | Genesis 1970-1975 - Pubblicazione: 10 novembre 2008 - Etichetta: EMI              | 151         | —           | —           | —           | —           | 22          | 96          | 65          | —           | —           | —           | —           | —           |                                                                 |
| 2009                                                                                               | Genesis Live 1973-2007 - Pubblicazione: 14 settembre 2009 - Etichetta: Virgin     | —           | —           | —           | —           | —           | 42          | —           | —           | —           | —           | —           | —           | —           |                                                                 |
| 2014                                                                                               | R-Kive - Pubblicazione: 22 settembre 2014 - Etichetta: Virgin                     | 7           | —           | —           | —           | 39          | 23          | 26          | 12          | —           | —           | —           | 82          | —           | - UK: Argento                                                   |
| 2021                                                                                               | The Last Domino? - Pubblicazione: 17 settembre 2021 - Etichetta: UMG              |             |             |             |             |             |             |             |             |             |             |             |             |             |                                                                 |
| "—" indica una pubblicazione che non si è classificata o che non è stata pubblicata in quel Paese. |                                                                                   |             |             |             |             |             |             |             |             |             |             |             |             |             |                                                                 |

## Extended play
| Anno | Titolo                                                                    | Classifiche |
| Anno | Titolo                                                                    | UK          |
| ---- | ------------------------------------------------------------------------- | ----------- |
| 1977 | Spot the Pigeon - Pubblicazione: 20 maggio 1977 - Etichetta: Charisma     | 14          |
| 1982 | 3×3 - Pubblicazione: 10 maggio 1982 - Etichetta: Charisma                 | 10          |
| 2021 | Live at Knebworth - Pubblicazione: 12 giugno 2021 - Etichetta: Eagle Rock |             |

## Singoli

### 1968–1978
| Anno | Titolo                                | Classifiche | Classifiche | Classifiche | Classifiche | Classifiche | Classifiche | Classifiche | Classifiche | Classifiche | Classifiche | Classifiche | Classifiche    | Album di provenienza            |
| Anno | Titolo                                | UK          | AUS         | AUT         | BEL         | CAN         | FRA         | GER         | NLD         | NZ          | SWI         | US          | US Adult Cont. | Album di provenienza            |
| ---- | ------------------------------------- | ----------- | ----------- | ----------- | ----------- | ----------- | ----------- | ----------- | ----------- | ----------- | ----------- | ----------- | -------------- | ------------------------------- |
| 1968 | The Silent Sun                        | —           | —           | —           | —           | —           | —           | —           | —           | —           | —           | —           | —              | From Genesis to Revelation      |
| 1969 | Where the Sour Turns to Sweet         | —           | —           | —           | —           | —           | —           | —           | —           | —           | —           | —           | —              | From Genesis to Revelation      |
| 1971 | The Knife                             | —           | —           | —           | —           | —           | —           | —           | —           | —           | —           | —           | —              | Trespass                        |
| 1972 | Happy the Man                         | —           | —           | —           | —           | —           | —           | —           | —           | —           | —           | —           | —              | /                               |
| 1973 | Watcher of the Skies/Willow Farm      | —           | —           | —           | —           | —           | —           | —           | —           | —           | —           | —           | —              | Foxtrot                         |
| 1974 | I Know What I Like (In Your Wardrobe) | 21          | —           | —           | —           | —           | —           | —           | —           | —           | —           | —           | —              | Selling England by the Pound    |
| 1974 | Counting Out Time                     | —           | —           | —           | —           | —           | —           | —           | —           | —           | —           | —           | —              | The Lamb Lies Down on Broadway  |
| 1975 | The Carpet Crawlers                   | —           | —           | —           | —           | —           | —           | —           | —           | —           | —           | —           | —              | The Lamb Lies Down on Broadway  |
| 1976 | Entangled                             | —           | —           | —           | —           | —           | —           | —           | —           | —           | —           | —           | —              | A Trick of the Tail             |
| 1976 | A Trick of the Tail                   | —           | —           | —           | —           | —           | —           | —           | —           | —           | —           | —           | —              | A Trick of the Tail             |
| 1977 | Your Own Special Way                  | 43          | —           | —           | —           | 83          | —           | —           | —           | —           | —           | 62          | —              | Wind & Wuthering                |
| 1978 | Follow You Follow Me                  | 7           | 16          | 15          | 26          | 25          | 12          | 8           | 9           | 22          | 6           | 23          | 21             | ...And Then There Were Three... |
| 1978 | Many Too Many                         | 43          | —           | —           | —           | —           | —           | 41          | —           | —           | —           | —           | —              | ...And Then There Were Three... |
| 1978 | Go West Young Man (In the Motherlode) | —           | —           | —           | —           | —           | —           | —           | —           | —           | —           | —           | —              | ...And Then There Were Three... |

### 1980–1987
| Anno | Titolo                    | Classifiche | Classifiche | Classifiche | Classifiche | Classifiche | Classifiche | Classifiche | Classifiche | Classifiche | Classifiche | Classifiche | Classifiche | Classifiche | Classifiche | Classifiche | Classifiche | Classifiche    | Classifiche   | Album di provenienza |
| Anno | Titolo                    | UK          | AUS         | AUT         | BEL         | CAN         | FIN         | FRA         | GER         | IRL         | ITA         | NLD         | NOR         | NZ          | SWE         | SWI         | US          | US Adult Cont. | US Main. Rock | Album di provenienza |
| ---- | ------------------------- | ----------- | ----------- | ----------- | ----------- | ----------- | ----------- | ----------- | ----------- | ----------- | ----------- | ----------- | ----------- | ----------- | ----------- | ----------- | ----------- | -------------- | ------------- | -------------------- |
| 1980 | Turn It On Again          | 8           | —           | —           | —           | 49          | —           | 32          | 66          | 12          | 8           | —           | —           | —           | —           | —           | 58          | —              | —             | Duke                 |
| 1980 | Duchess                   | 46          | —           | —           | —           | —           | —           | —           | —           | —           | —           | —           | —           | —           | —           | —           | —           | —              | —             | Duke                 |
| 1980 | Misunderstanding          | 42          | —           | —           | —           | 1           | —           | —           | —           | —           | —           | —           | —           | —           | —           | —           | 14          | 32             | —             | Duke                 |
| 1981 | Abacab                    | 9           | 35          | —           | 36          | 11          | —           | 8           | 28          | 16          | 11          | 25          | 8           | 50          | —           | —           | 26          | —              | 4             | Abacab               |
| 1981 | No Reply at All           | —           | 74          | —           | —           | 7           | —           | —           | —           | —           | —           | —           | —           | —           | —           | —           | 29          | —              | 2             | Abacab               |
| 1981 | Keep It Dark              | 33          | —           | —           | —           | —           | —           | —           | —           | —           | —           | —           | —           | —           | —           | —           | —           | —              | —             | Abacab               |
| 1982 | Man on the Corner         | 41          | —           | —           | —           | 28          | —           | —           | —           | —           | —           | —           | —           | —           | —           | —           | 40          | —              | 14            | Abacab               |
| 1982 | Paperlate                 | 10          | 73          | —           | —           | 25          | —           | —           | 36          | 10          | —           | 40          | —           | —           | —           | —           | 32          | —              | 2             | 3×3                  |
| 1983 | Mama                      | 4           | 45          | 10          | 21          | —           | 5           | 3           | 4           | 5           | 9           | 7           | 3           | 27          | —           | 2           | 73          | —              | 5             | Genesis              |
| 1983 | That's All                | 16          | 62          | 19          | —           | 14          | —           | —           | 27          | 6           | —           | 37          | —           | —           | —           | 15          | 6           | 7              | 2             | Genesis              |
| 1983 | Home by the Sea           | —           | 80          | —           | —           | —           | —           | —           | —           | —           | —           | —           | —           | 4           | —           | —           | —           | —              | 24            | Genesis              |
| 1984 | Illegal Alien             | 46          | —           | —           | —           | 41          | —           | —           | —           | 21          | —           | —           | —           | —           | —           | —           | 44          | —              | 21            | Genesis              |
| 1984 | Taking It All Too Hard    | —           | —           | —           | —           | —           | —           | —           | —           | —           | —           | —           | —           | —           | —           | —           | 50          | 11             | 41            | Genesis              |
| 1986 | Invisible Touch           | 15          | 3           | —           | —           | 6           | 15          | 18          | 16          | 7           | 21          | 28          | —           | 8           | —           | 13          | 1           | 3              | 1             | Invisible Touch      |
| 1986 | Throwing It All Away      | 22          | 91          | —           | —           | 12          | —           | —           | —           | 24          | —           | 37          | —           | —           | —           | —           | 4           | 1              | 1             | Invisible Touch      |
| 1986 | In Too Deep               | 19          | 17          | —           | —           | 15          | —           | —           | 55          | 12          | —           | —           | —           | 30          | —           | —           | 3           | 1              | 25            | Invisible Touch      |
| 1986 | Land of Confusion         | 14          | 21          | 27          | 14          | 8           | 18          | —           | 7           | 9           | —           | 10          | —           | 9           | 10          | 8           | 4           | —              | 11            | Invisible Touch      |
| 1987 | Tonight, Tonight, Tonight | 18          | 93          | —           | 40          | 19          | —           | —           | 23          | 9           | 33          | —           | —           | 42          | —           | —           | 3           | 8              | 9             | Invisible Touch      |

### 1991–2006
| Anno | Titolo                   | Classifiche | Classifiche | Classifiche | Classifiche | Classifiche | Classifiche | Classifiche | Classifiche | Classifiche | Classifiche | Classifiche | Classifiche | Classifiche | Classifiche | Classifiche | Classifiche | Classifiche    | Classifiche   | Album di provenienza                    |
| Anno | Titolo                   | UK          | AUS         | AUT         | BEL         | CAN         | FIN         | FRA         | GER         | IRL         | ITA         | NLD         | NOR         | NZ          | SWE         | SWI         | US          | US Adult Cont. | US Main. Rock | Album di provenienza                    |
| ---- | ------------------------ | ----------- | ----------- | ----------- | ----------- | ----------- | ----------- | ----------- | ----------- | ----------- | ----------- | ----------- | ----------- | ----------- | ----------- | ----------- | ----------- | -------------- | ------------- | --------------------------------------- |
| 1991 | No Son of Mine           | 6           | 29          | 7           | 12          | 1           | 20          | 13          | 3           | 5           | 2           | 7           | 4           | 36          | 13          | 8           | 12          | 8              | 3             | We Can't Dance                          |
| 1991 | I Can't Dance            | 7           | 7           | 2           | 1           | 3           | —           | 9           | 4           | 7           | 10          | 1           | —           | 10          | 13          | 8           | 7           | 26             | 2             | We Can't Dance                          |
| 1992 | Hold on My Heart         | 16          | 63          | —           | 16          | 1           | —           | 19          | 45          | 20          | —           | 13          | —           | —           | —           | —           | 12          | 1              | —             | We Can't Dance                          |
| 1992 | Jesus He Knows Me        | 20          | 56          | 26          | 18          | 10          | —           | 27          | 13          | 22          | —           | 18          | —           | 35          | 38          | —           | 23          | 27             | 24            | We Can't Dance                          |
| 1992 | Invisible Touch (Live)   | 7           | —           | —           | —           | —           | —           | —           | —           | 22          | —           | —           | —           | —           | —           | —           | —           | —              | —             | The Way We Walk, Volume One: The Shorts |
| 1992 | Never a Time             | —           | —           | —           | —           | 9           | —           | —           | 56          | —           | —           | —           | —           | —           | —           | —           | 21          | 4              | —             | We Can't Dance                          |
| 1993 | Tell Me Why              | 40          | —           | —           | —           | —           | —           | 27          | 51          | —           | —           | 37          | —           | —           | —           | —           | —           | —              | —             | We Can't Dance                          |
| 1997 | Congo                    | 29          | —           | 35          | —           | 28          | —           | —           | 31          | —           | —           | —           | —           | —           | —           | 32          | —           | —              | 25            | Calling All Stations                    |
| 1997 | Shipwrecked              | 54          | —           | —           | —           | —           | —           | —           | 82          | —           | —           | —           | —           | —           | —           | —           | —           | —              | —             | Calling All Stations                    |
| 1998 | Not About Us             | 66          | —           | —           | —           | —           | —           | —           | 81          | —           | —           | —           | —           | —           | —           | —           | —           | —              | —             | Calling All Stations                    |
| 1999 | The Carpet Crawlers 1999 | —           | —           | —           | —           | —           | —           | —           | 72          | —           | —           | —           | —           | —           | —           | —           | —           | —              | —             | Turn It On Again: The Hits              |
| 2006 | The Silent Sun 2006      | —           | —           | —           | —           | —           | —           | —           | —           | —           | —           | —           | —           | —           | —           | —           | —           | —              | —             | /                                       |

## Videografia

### Album video
| Anno | Titolo                            | Certificazioni                          |
| ---- | --------------------------------- | --------------------------------------- |
| 1977 | Genesis: In Concert               |                                         |
| 1982 | Three Sides Live                  |                                         |
| 1984 | Genesis Live - The Mama Tour      | - US: Oro                               |
| 1987 | Visible Touch                     | - US: Oro                               |
| 1988 | Invisible Touch Tour              |                                         |
| 1991 | Genesis: A History                | - CAN: Oro - US: Oro                    |
| 1993 | The Way We Walk - Live in Concert |                                         |
| 2001 | The Genesis Songbook              |                                         |
| 2003 | Live at Wembley Stadium           | - GER: Oro                              |
| 2004 | The Video Show                    | - GER: Platino - UK: Oro                |
| 2008 | When in Rome 2007                 | - FRA: Oro - GER: Platino - UK: Platino |
| 2009 | The Movie Box 1981-2007           |                                         |

### Video musicali
| Anno | Titolo                       | Regista                 |
| ---- | ---------------------------- | ----------------------- |
| 1976 | Robbery, Assault and Battery | Bruce Gowers            |
| 1976 | Ripples                      | Bruce Gowers            |
| 1976 | A Trick of the Tail          | Bruce Gowers            |
| 1978 | Follow You Follow Me         | B. Rymer                |
| 1978 | Many Too Many                | Ken O'Neill             |
| 1980 | Turn It On Again             | Stuart Orme             |
| 1980 | Duchess                      | Stuart Orme             |
| 1980 | Misunderstanding             | Stuart Orme             |
| 1981 | Abacab                       | B. Rymer                |
| 1981 | No Reply at All              | Stuart Orme             |
| 1981 | Keep It Dark                 | Stuart Orme             |
| 1982 | Man on the Corner            | Stuart Orme             |
| 1983 | Mama                         | Stuart Orme             |
| 1983 | That's All                   | Jim Yukich              |
| 1983 | Home by the Sea              | Jim Yukich              |
| 1984 | Illegal Alien                | Stuart Orme             |
| 1986 | Invisible Touch              | Jim Yukich              |
| 1986 | In Too Deep                  | Jim Yukich              |
| 1986 | Throwing It All Away         | Jim Yukich              |
| 1986 | Land of Confusion            | John Lloyd & Jim Yukich |
| 1987 | Tonight, Tonight, Tonight    | Jim Yukich              |
| 1987 | Anything She Does            | Jim Yukich              |
| 1991 | No Son of Mine               | Jim Yukich              |
| 1992 | I Can't Dance                | Jim Yukich              |
| 1992 | Hold on My Heart             | Jim Yukich              |
| 1992 | Jesus He Knows Me            | Jim Yukich              |
| 1992 | Invisible Touch (Live)       | Jim Yukich              |
| 1993 | Tell Me Why                  | Jim Yukich              |
| 1997 | Congo                        | Howard Greenhalgh       |
| 1997 | Shipwrecked                  | Greg Masuak             |
| 1998 | Not About Us                 | Sean Broughton          |